# Spanische Schwertlilie
Die Spanische Schwertlilie oder Spanische Iris (Iris xiphium) ist eine Pflanzenart aus der Familie der Schwertliliengewächse (Iridaceae).

## Beschreibung
Die Art kann eine Wuchshöhe von bis zu 75 Zentimetern erreichen. Die Zwiebel ist von länglicher Form, wird von einer dünnen Hülle geschützt und während der Ruhezeit wurzellos. Die blaugrünen Blätter sind schmal, lanzettförmig und rinnig und wachsen bereits im Herbst.
Der gelegentlich verzweigte Blütenstiel ist fest; der Blütenstand trägt ein oder zwei Blüten. Die Blütenfarbe kann weit variieren und reicht vom häufigen Violett über Blau, Gelb und Bronzefarben, auch Weiß kommt vor. Auffallend ist der immer auftretende gelbe Fleck auf den hängenden Blütenblättern.
Die Chromosomenzahl beträgt 2n = 34, seltener 28.

## Verbreitung
Sie ist auf der Iberischen Halbinsel, in Südfrankreich und Nordafrika beheimatet, dort besiedelt sie trockene Standorte.

## Systematik
Die Erstbeschreibung von Carl von Linné wurde 1753 veröffentlicht.
Die Spanische Schwertlilie ist die namensgebende Art der Untergattung Xiphium, die von einzelnen Autoren zeitweise auch als eigene Gattung Xiphium angesehen wurde. Dort hieß die Art dann Xiphium vulgare. Diese Ansicht konnte sich jedoch nicht durchsetzen.

## Verwendung
Die Spanische Schwertlilie wird wegen ihrer eindrucksvollen Farbgebung gerne zur Züchtung von Kulturhybriden genutzt und ist die Stammart der Iris hispanica- und Iris hollandica-Hybriden. Die Wildart ist jedoch vor allem wegen ihrer mangelnden Winterhärte als Gartenpflanze von nur geringer Bedeutung.

## Einzelreferenzen
1. ↑   Tropicos.
2. ↑  Sp. pl. 1:40. 1753; siehe Eintrag bei GRIN Taxonomy for Plants.